# Lunas (Hérault)
Lunas è un comune delegato e frazione del comune di Lunas-les-Châteaux, situato nel dipartimento dell'Hérault nella regione dell'Occitania. In precedenza comune autonomo, dal 1º gennaio 2025 è confluito insieme all'ex comune di Dio-et-Valquières nel nuovo comune di Lunas-les-Châteaux.
È baganto dalle acque dell'Orb.

## Società

### Evoluzione demografica
Abitanti censiti